# Kamil Tatarkovič
Kamil Tatarkovič (né le 5 juillet 1985) est un coureur cycliste tchèque. Il pratique le VTT et est spécialiste du four-cross.

## Palmarès en VTT

### Championnats du monde
- Livigno 2005
  - 7e du four cross
- Fort William 2007
  - 9e du four cross
- Saalfelden-Leogang 2012
  - 10e du four cross

### Coupe du monde
- Coupe du monde de four cross
  - 2004 : 5e du classement général, un podium à Schladming
  - 2006 : 3e du classement général, vainqueur de la manche de Schladming, deux podiums
  - 2008 : 9e du classement général
  - 2010 : 7e du classement général
  - 2011 : un podium à Val di Sole

### Championnats d'Europe
- Graz 2003
  - 8e du four cross
- Wałbrzych 2004
  - 10e du four cross
- Elatochori 2007
  - 9e du four cross
- Ajdovščina 2009
  - 5e du four cross
- Willingen 2010
  - 9e du four cross

### Championnats de Tchéquie
- 2010
  -  Championnats de Tchéquie de four cross[1]